# Thames Ditton
Thames Ditton är en ort i unparished area Esher, i distriktet Elmbridge, Storbritannien. Den ligger i grevskapet Surrey och riksdelen England, i den södra delen av landet, 20 km sydväst om huvudstaden London, på floden Themsens högra flodbank. Thames Ditton ligger 12 meter över havet och antalet invånare är 5 863. Thames Ditton var en civil parish fram till 1974. Civil parish hade 18 272 invånare år 1951. Byn nämndes i Domedagsboken (Domesday Book) år 1086, och kallades då Ditone/Ditune.
Terrängen runt Thames Ditton är platt. Runt Thames Ditton är det mycket tätbefolkat, med 3 022 invånare per kvadratkilometer. Närmaste större samhälle är London, 19,8 km nordost om Thames Ditton. Runt Thames Ditton är det i huvudsak tätbebyggt.